# Cryptocarya nitens
Cryptocarya nitens är en lagerväxtart som först beskrevs av Carl Ludwig von Blume, och fick sitt nu gällande namn av Koord. & Valeton. Cryptocarya nitens ingår i släktet Cryptocarya och familjen lagerväxter. Inga underarter finns listade i Catalogue of Life.